# Московский технологический университет (МГУПИ)
Московский государственный университет приборостроения и информатики — высшее учебное заведение в Москве, существовавшее в 1936–2014 годы, Было одним из ведущих в области информационно-телекоммуникационных технологий, технологической информатики, инженерного дела, робототехники, научного и специального приборостроения, искусственного интеллекта, нано- и микросистемной техники.
Присоединён к РТУ МИРЭА 9 июня 2014 года.

## История
- С 29 августа 1936 по 27 сентября 1950 гг. — Московский заочный институт металлообрабатывающей промышленности (МЗИМП)
- С 27 сентября 1950 по 21 апреля 1988 гг. — Всесоюзный заочный машиностроительный институт (ВЗМИ)
- С 21 апреля 1988 по 7 января 1994 гг. — Московский институт приборостроения
- С 7 января 1994 по 29 декабря 2005 гг. — Московская государственная академия приборостроения и информатики (МГАПИ)
- С 29 декабря 2005 по 8 июня 2014 гг. — Московский государственный университет приборостроения и информатики (МГУПИ)
- С 9 июня 2014 г. — Московский государственный технический университет радиотехники, электроники и информатики

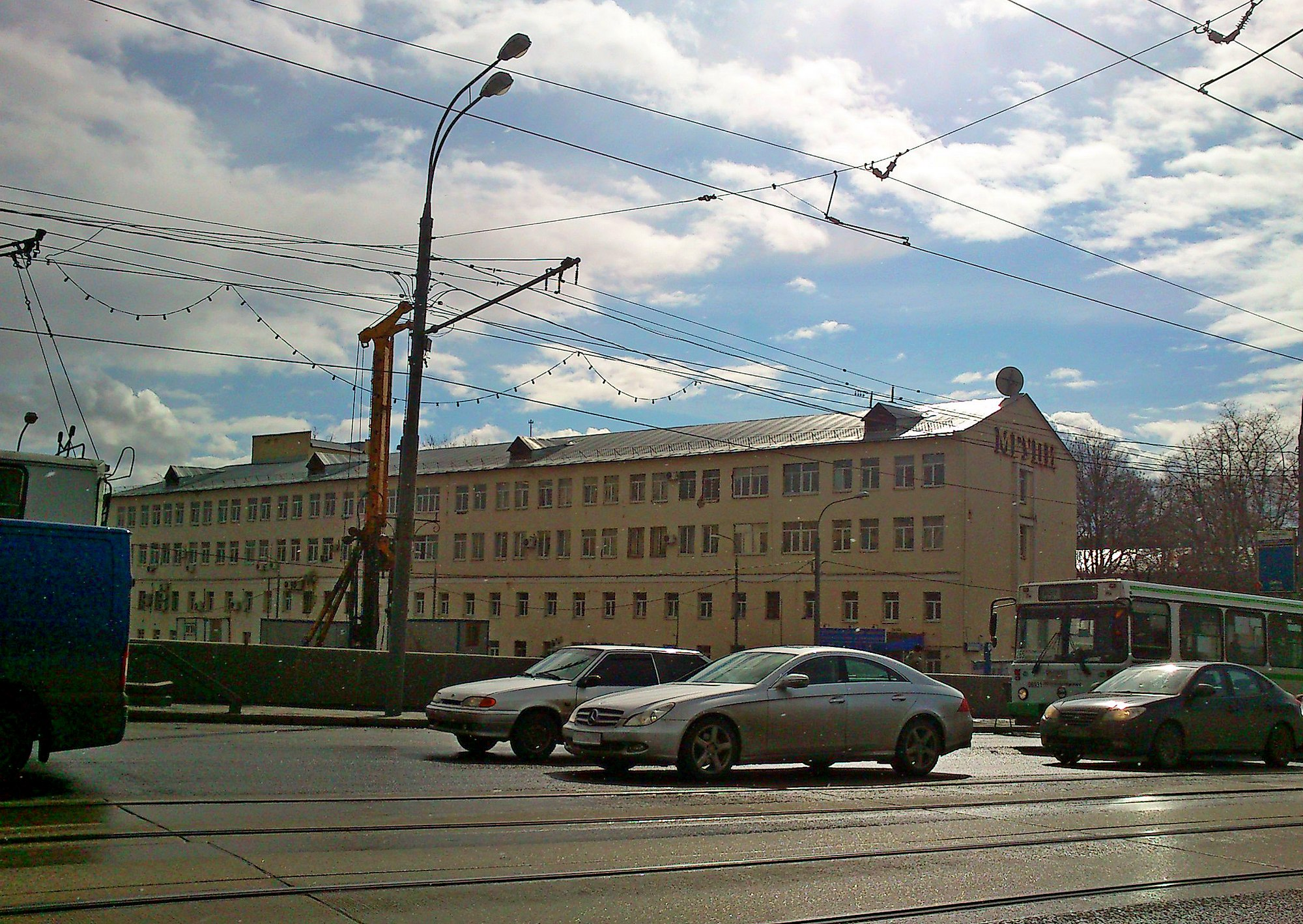
МГУПИ (МГАПИ), вид с моста

## Структура
В составе университета было 9 факультетов, 41 кафедра и 9 филиалов, расположенных в Московской, Тверской, Ярославской областях и в Ставропольском крае.

### Факультеты
- Факультет информатики (ИТ)
- Факультет управления и права (УП)
- Факультет приборостроения и электроники (ПР)
- Факультет технологической информатики (ТИ)
- Экономический факультет (ЭФ)
- Факультет среднего профессионального образования (ФСПО).

### Филиалы
- Филиал в Дмитрове.
- Филиал в Кашире.
- Филиал в Кимрах.
- Филиал в Лыткарине.
- Филиал в Сергиевом Посаде.
- Филиал в Серпухове.
- Филиал в Ставрополе.
- Филиал в Чехове.
- Филиал в Угличе.

## Основные научные направления
- Мехатронные и прецизионные технологии. Робототехника
- Волоконная и интегральная оптика
- Физика конденсированного состояния
- Механика деформируемого твердого тела
- Информационно-измерительные и информационно-управляющие системы
- Интеллектуальные системы обработки информации, диагностики и управления
- Математическое и программное обеспечение вычислительной техники
- Нанотехнологии и наноматериалы
- Новые технологические процессы в приборостроении и машиностроении. Материалы и оборудование
- Интегрированные информационно-телекоммуникационные сети и системы
- Оптоэлектронные приборы, лазерные технологии
- Приборы неразрушающего контроля изделий и материалов для снижения риска техногенных катастроф
- Биомедицинское приборостроение
- Социально-экономические исследования
- Правовые исследования
- Гуманитарные и общественные науки

## Сотрудники

### Ректоры
- 1962-1972 Шевяков, Николай Николаевич[2]
- 1964—1998 Евтихиев, Николай Николаевич

### Известные преподаватели
- Глезер, Александр Маркович — доктор физико-математических наук, профессор, директор Института металловедения и физики металлов им. Г. В. Курдюмова, входящего в состав ФГУП ЦНИИчермет. Заведующий кафедрой наноматериалов и нанотехнологий МГУПИ.
- Коган Дмитрий Израилевич — доктор физико-математических наук. Один из ведущих преподавателей кафедры прикладной математики и информатики (ИТ-2). Ведёт предметы: линейная алгебра и аналитическая геометрия, дискретная оптимизация и др.
- Кононов, Анатолий Леонидович (р. 1947) — советский и российский юрист, судья Конституционного суда Российской Федерации в отставке, Заслуженный юрист Российской Федерации. В 1979—1990 годах преподавал в институте курс «Советское право».
- Мысловский, Эдуард Викентьевич (р. 1937) — действительный член Русского географического общества, кандидат технических наук, профессор кафедры «Проектирование и технология производства электронной аппаратуры» в МГТУ им. Н. Э. Баумана. В тогда ещё МГАПИ до 1996 года возглавлял кафедру «Конструирование и технология радиоэлектронных средств».
- Новосёлов, Борис Васильевич (1933—2016) — доктор технических наук, заслуженный изобретатель РСФСР, заслуженный деятель науки РФ, заслуженный конструктор РФ. Преподавал по совместительству в учебно-консультационном пункте ин-та в г. Коврове Владимирской обл.

## Известные выпускники
- Бережко, Юрий Викторович (р. 1984) — российский волейболист. Выпускник факультета управления и права. Выступал за сборную России — чемпион Игр XXX Олимпиады в Лондоне, чемпион Европы 2017 года, заслуженный мастер спорта России.
- Высоцкий, Михаил Степанович (1928—2013) — советский и белорусский учёный, государственный и общественный деятель; один из основоположников белорусского грузового автомобилестроения. Создал белорусскую школу конструирования и исследования грузовых автомобилей.
- Крюков, Дмитрий Витальевич (1960—2009) — российский программист, автор поисковой системы «Rambler».
- См. также: Выпускники Московского института приборостроения